# A13 (Griekenland)
De A13 is een geplande autosnelweg in Griekenland. De autosnelweg verbindt Thiva met Elefsina. De snelweg ligt in de periferie Centraal-Griekenland.